# تیم ملی فوتبال زنان زیمبابوه
تیم ملی فوتبال زنان زیمبابوه نمایندهٔ زنان این کشور در ردهٔ ملی است. این تیم تحت نظارت فدراسیون فوتبال زیمبابوه (اختصاری ZIFA) قرار دارد. از اوت ۲۰۱۳ این تیم در ردهٔ ۸۳ جهان قرار گرفته است.
اولین بازی بین‌المللی این تیم در جام ملت‌های زنان آفریقا و در سال ۲۰۰۰ میلادی بود جایی که این تیم در تاریخ ۱۱ نوامبر ۲۰۰۰ در مقابل اوگاندا به تساوی ۲–۲ دست یافت. بهترین نتیجهٔ بدست آمده برای این تیم در جام ملتهای آفریقا و مقام چهارم بوده است؛ که در سال ۲۰۰۰ میلادی بدست آورده‌اند. تیم ملی زنان زیمبابوه هرگز به رقابتهای جام جهانی فوتبال زنان صعود نکرده است.
این تیم به بازیهای المپیک ۲۰۱۶ صعود کرد و پس از باخت ۵–۱ به آلمان ۳–۱ به کانادا و ۶–۱ به استرالیا به عنوان آخرین تیم گروه به کار خود پایان داد.

## تاریخچه
تیم زیمبابوه قرار بود تا در بازیهای فوتبال زنان جام ملتهای آفریقا حضور پیدا کند اما پیش از بازی اول خود در مقابل تیم زامبیا در دور اول از این مسابقات انصراف داد.

## تیم فعلی
برای شرکت در بازی‌های المپیک تابستانی ۲۰۱۶ ریو، ۱۸ بازیکن فراخوانده شدند.

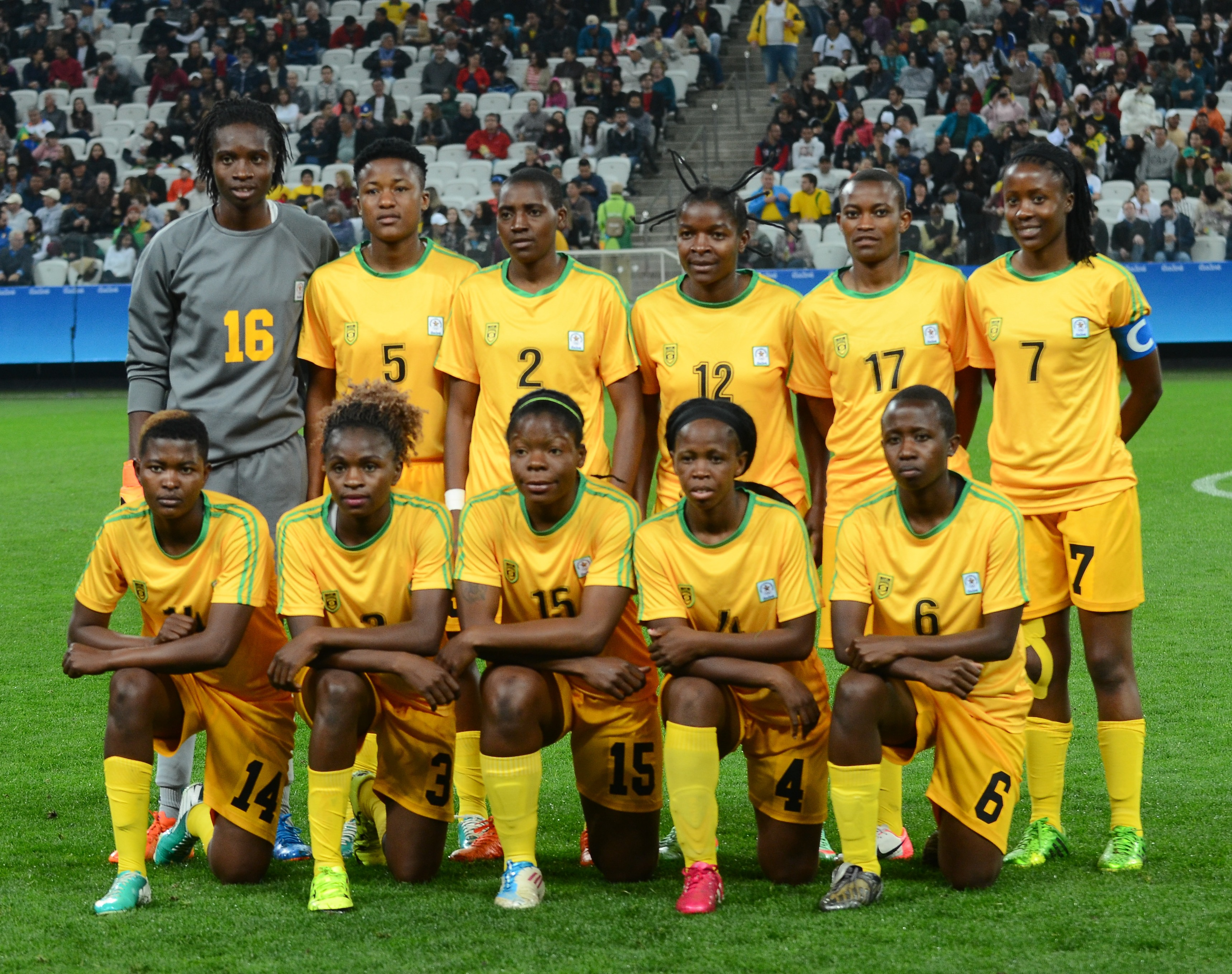
تیم ملی فوتبال زنان زیمبابوه در المپیک ۲۰۱۶

| ش. | پست       | بازیکن             | ت‌ت (سن)                  | بازی | گل | باشگاه                    |
| -- | --------- | ------------------ | ------------------------ | ---- | -- | ------------------------- |
| ۱  | دروازه‌بان | چیدو دزینگیرای     | ۲۵ اکتبر ۱۹۹۱ ‏(۳۳ سال)   | ۰    | ۰  | Flame Lily Queens F.C.    |
| ۱۶ | دروازه‌بان | لیندیوه ماگوده     | ۱ دسامبر ۱۹۹۱ ‏(۳۳ سال)   | ۰    | ۰  | Cyclone Stars F.C.        |
|    |           |                    |                          |      |    |                           |
| ۲  | مدافع     | لینت موتوکوتو      | ۱ سپتامبر ۱۹۸۸ ‏(۳۶ سال)  | ۰    | ۰  | Black Rhinos F.C.         |
| ۳  | مدافع     | شیلا ماکوتو        | ۱۴ ژانویهٔ ۱۹۹۰ ‏(۳۵ سال)  | ۰    | ۰  | Blue Swallows Queens F.C. |
| ۴  | مدافع     | نوبوهله ماجیکا     | ۹ مهٔ ۱۹۹۱ ‏(۳۳ سال)       | ۰    | ۰  | Inline Academy F.C.       |
| ۱۴ | مدافع     | یونیس چیباندا      | ۲۶ مارس ۱۹۹۶ ‏(۲۸ سال)    | ۰    | ۰  | Black Rhinos F.C.         |
|    |           |                    |                          |      |    |                           |
| ۵  | هافبک     | اماکولاته امسیپا   | ۷ ژوئن ۱۹۹۲ ‏(۳۲ سال)     | ۰    | ۰  | Black Rhinos F.C.         |
| ۶  | هافبک     | تلنت ماندازا       | ۱۱ دسامبر ۱۹۸۵ ‏(۳۹ سال)  | ۰    | ۰  | Black Rhinos F.C.         |
| ۸  | هافبک     | ریجویس کاپفومووتی  | ۱۸ نوامبر ۱۹۹۱ ‏(۳۳ سال)  | ۰    | ۰  | Inline Academy F.C.       |
| ۱۰ | هافبک     | ماویس چیراندو      | ۱۵ ژانویهٔ ۱۹۹۵ ‏(۳۰ سال)  | ۰    | ۰  | Weerams F.C.              |
| ۱۱ | هافبک     | دیسی کایتانو       | ۲۰ سپتامبر ۱۹۹۳ ‏(۳۱ سال) | ۰    | ۰  | Black Rhinos F.C.         |
| ۱۲ | هافبک     | مارجوری نایاموه    | ۱۰ ژوئیهٔ ۱۹۸۷ ‏(۳۷ سال)   | ۰    | ۰  | Flame Lily Queens F.C.    |
|    |           |                    |                          |      |    |                           |
| ۷  | مهاجم     | رودو نشامبا        | ۱۰ فوریهٔ ۱۹۹۲ ‏(۳۳ سال)   | ۰    | ۰  | Weerams F.C.              |
| ۹  | مهاجم     | سامکلیسیو زولو     | ۱۴ آوریل ۱۹۹۰ ‏(۳۴ سال)   | ۰    | ۰  | Flame Lily Queens F.C.    |
| ۱۳ | مهاجم     | ارینا جکی          | ۱۶ سپتامبر ۱۹۹۰ ‏(۳۴ سال) | ۰    | ۰  | Flame Lily Queens F.C.    |
| ۱۵ | مهاجم     | روتندو ماکور       | ۳۰ سپتامبر ۱۹۹۲ ‏(۳۲ سال) | ۰    | ۰  | Black Rhinos F.C.         |
| ۱۷ | مهاجم     | کوداکواش باسوپو    | ۱۸ ژوئیهٔ ۱۹۹۰ ‏(۳۴ سال)   | ۰    | ۱  | Black Rhinos F.C.         |
| ۱۸ | مهاجم     | فلیستاس موزونگوندی | ۲۲ مارس ۱۹۸۳ ‏(۴۱ سال)    | ۰    | ۰  | Mwenezana F.C.            |

## پیشینه بازیهای المپیک
| بازی‌های المپیک | بازی‌های المپیک | بازی‌های المپیک | بازی‌های المپیک | بازی‌های المپیک | بازی‌های المپیک | بازی‌های المپیک | بازی‌های المپیک | بازی‌های المپیک | بازی‌های المپیک |
| سال            | نتیجه          | تعداد بازی‌ها   | برد            | تساوی*         | باخت           | گل زده         | گل خودرده      | تفاضل گل       |                |
| -------------- | -------------- | -------------- | -------------- | -------------- | -------------- | -------------- | -------------- | -------------- | -------------- |
| ۱۹۹۶           | انتخاب نشد     | -              | -              | -              | -              | -              | -              | -              |                |
| ۲۰۰۰           | انتخاب نشد     | -              | -              | -              | -              | -              | -              | -              |                |
| ۲۰۰۴           | انتخاب نشد     | -              | -              | -              | -              | -              | -              | -              |                |
| ۲۰۰۸           | انتخاب نشد     | -              | -              | -              | -              | -              | -              | -              |                |
| ۲۰۱۲           | انتخاب نشد     | -              | -              | -              | -              | -              | -              | -              |                |
| ۲۰۱۶           | مرحلهٔ گروهی    | ۳              | ۰              | ۰              | ۳              | ۳              | ۱۵             | –۱۲            |                |
| مجموع          | ۱/۶            | ۳              | ۰              | ۰              | ۳              | ۳              | ۱۵             | –۱۲            |                |

*تساوی‌ها شامل بازی‌های حذفی می‌شود که توسط پنالتی تعیین شده‌اند.'